# Kościół Wniebowzięcia Najświętszej Maryi Panny w Katowicach
Kościół Wniebowzięcia Najświętszej Maryi Panny w Katowicach – rzymskokatolicki kościół parafialny pod wezwaniem Wniebowzięcia NMP przy ul. Granicznej w katowickiej dzielnicy Osiedle Paderewskiego-Muchowiec.

## Historia

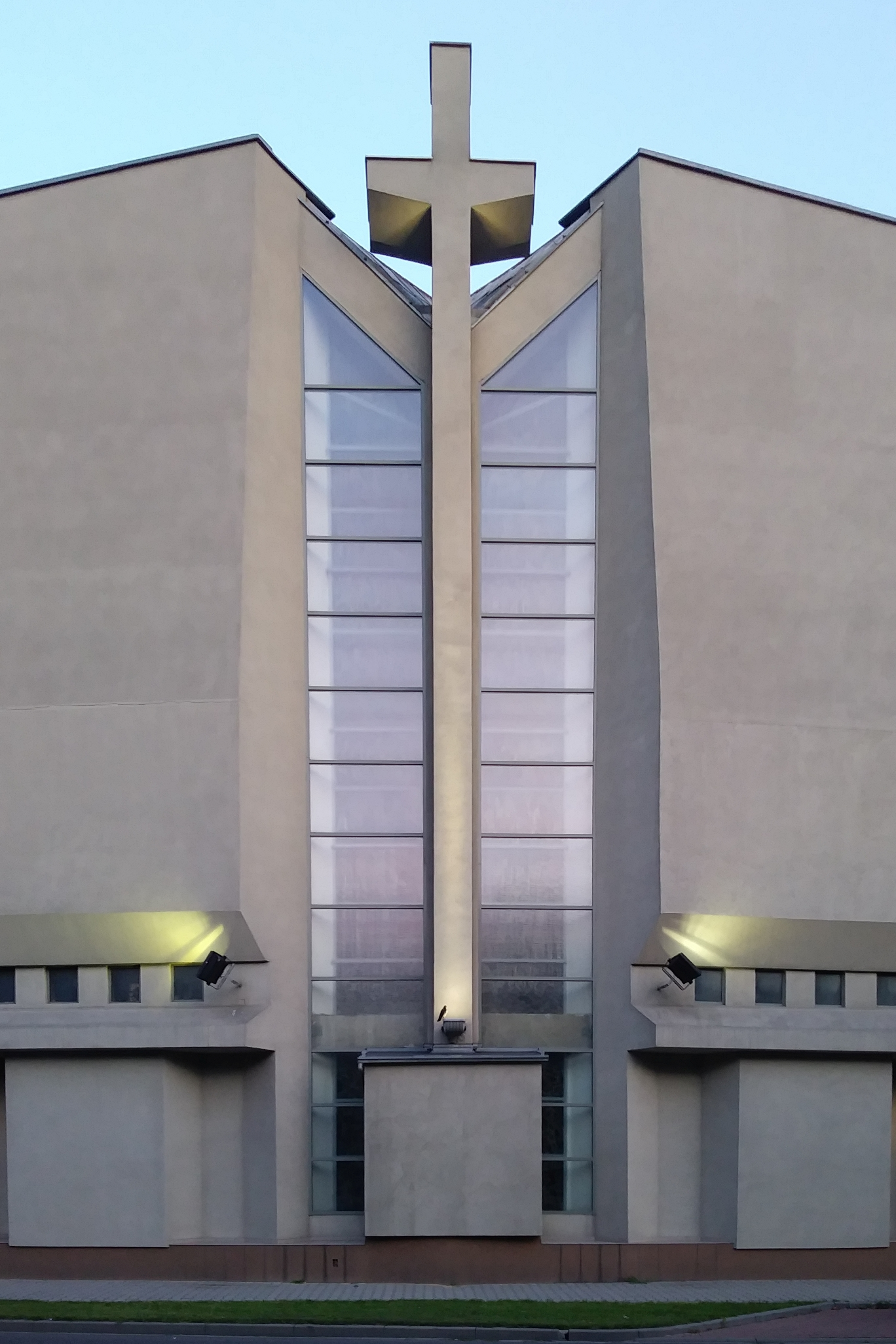
Fragment elewacji od ul. Granicznej (2019)

Pierwszy kościół przy ul. Granicznej, przylegający do klasztoru Zgromadzenia Sióstr Maryi Niepokalanej, wzniesiono w 1951 roku. Autorem projektu był architekt Affa. Poświęcono go 1 listopada 1951 roku. Przy kościele erygowano kurację 1 maja 1952 roku. Rektorem został wyznaczony ks. Józef Kurpas. Gdy rozbudowano pobliskie Osiedle Paderewskiego, postanowiono powiększyć świątynię. Władze diecezji otrzymały pozwolenie na rozbudowę w maju 1978 roku. Wybrano projekt inż. Stanisława Kwaśniewicza. Pracami kierowali inżynierowie Franciszek Klimek i Józef Choma. Autorem projektu wystroju był artysta plastyk Roman Nyga. Wybudowany nowy kościół pobłogosławił bp Herbert Bednorz 26 listopada 1983 roku. Stary kościół rozebrano w 1984 roku, a na jego miejscu wzniesiony został dom parafialny z salami katechetycznymi i mieszkaniami dla księży. Budowa kompleksu została ukończona w 1987 roku. Poświęcenia dokonał abp Damian Zimoń 11 października 1997 roku. Świątynia jest pod wezwaniem Wniebowzięcia NMP.